# Madison Hubbell
Madison L. Hubbell, född 24 februari 1991, är en amerikansk konståkare som tävlar i isdans. Hon har tävlat för USA i två olympiska spel (Pyeongchang 2018 och Peking 2022).
Vid olympiska vinterspelen 2022 i Peking tog Hubbell silver i lagtävlingen i konståkning och brons i isdans tillsammans med Zachary Donohue.